# Platycnemis hova
Platycnemis hova är en trollsländeart som beskrevs av Selys in Martin 1908. Platycnemis hova ingår i släktet Platycnemis och familjen flodflicksländor. IUCN kategoriserar arten globalt som otillräckligt studerad. Inga underarter finns listade i Catalogue of Life.